# Мозирське Полісся

Мозирське Полісся

Мозирське Полісся (біл. Мазырскае Палессе) — фізико-географічний район Білоруського Полісся.
Являє собою рівнину, підняту над Прип'ятським та  Гомельським Поліссям на 15-20 метрів. Межами є річки Прип'ять, Уборть, а також відроги Овруцького кряжу. Тут знаходиться Мозирське пасмо, що має найвищі точки всього Полісся. Найвища точка — 208 метрів, що на 94 метра вище урізу Прип'яті.
| Білорусь | Це незавершена стаття з географії Білорусі. Ви можете допомогти проєкту, виправивши або дописавши її. |